# 45e cérémonie des NAACP Image Awards
La 45e cérémonie des NAACP Image Awards, décernés par la National Association for the Advancement of Colored People, a eu lieu le 22 février 2014 et a récompensé les meilleurs films, musiques, livres, émissions et les meilleurs professionnels de la communauté Afro-Américaine réalisés l'année précédente.

## Palmarès

### Cinéma

#### Meilleur film
- Twelve Years a Slave
  - Le Majordome (Lee Daniels' The Butler)
  - Mandela : Un long chemin vers la liberté (Mandela: Long Walk to Freedom)
  - Fruitvale Station
  - The Best Man Holiday

#### Meilleur réalisateur dans un film
- Steve McQueen pour Twelve Years a Slave
  - Jono Oliver pour Home
  - Malcolm D. Lee pour The Best Man Holiday
  - Justin Chadwick pour Mandela : Un long chemin vers la liberté (Mandela: Long Walk to Freedom)
  - Lee Daniels pour Le Majordome (Lee Daniels' The Butler)

#### Meilleur acteur
- Forest Whitaker pour le rôle de Cecil Gaines dans Le Majordome (Lee Daniels' The Butler)
  - Chiwetel Ejiofor pour le rôle de Solomon Northup dans Twelve Years a Slave
  - Idris Elba pour le rôle de Nelson Mandela dans Mandela : Un long chemin vers la liberté (Mandela: Long Walk to Freedom)
  - Michael B. Jordan pour le rôle d'Oscar Grant dans Fruitvale Station
  - Chadwick Boseman pour le rôle de Jackie Robinson dans 42

#### Meilleure actrice
- Angela Bassett pour le rôle d'Aretha Cobbs dans Black Nativity
  - Nicole Beharie pour le rôle de Rachel Isum dans 42
  - Jennifer Hudson pour le rôle de Winnie Mandela dans Winnie
  - Halle Berry pour le rôle de Jordan Turner dans The Call
  - Kerry Washington pour le rôle de Grace Peeples dans Peeples

#### Meilleur acteur dans un second rôle
- David Oyelowo pour le rôle de Louis Gaines dans Le Majordome (Lee Daniels' The Butler)
  - Terrence Howard pour le rôle d'Howard dans Le Majordome (Lee Daniels' The Butler)
  - Cuba Gooding Jr. pour le rôle de Carter Wilson dans Le Majordome (Lee Daniels' The Butler)
  - Terrence Howard pour le rôle de Quentin dans The Best Man Holiday
  - Morris Chestnut pour le rôle de Lance dans The Best Man Holiday

#### Meilleure actrice dans un second rôle
- Lupita Nyong'o pour le rôle de Patsey dans Twelve Years a Slave
  - Oprah Winfrey pour le rôle de Gloria Gaines dans Le Majordome (Lee Daniels' The Butler)
  - Octavia Spencer pour le rôle de Wanda dans Fruitvale Station
  - Naomie Harris pour le rôle de Winnie Mandela dans Mandela : Un long chemin vers la liberté (Mandela: Long Walk to Freedom)
  - Alfre Woodard pour le rôle d'Harriet Shaw dans Twelve Years a Slave

#### Meilleur film indépendant
- Fruitvale Station
  - Blue Caprice
  - The Inevitable Defeat of Mister & Pete
  - The Trials of Muhammad Ali
  - Dallas Buyers Club

#### Meilleur film international
- Rebelle •  Canada (en français et lingala)
  - Call Me Kuchu •  États-Unis /  Ouganda (en anglais)
  - La Playa D.C. •  France /  Colombie /  Brésil (en espagnol)
  - High Tech, Low Life •  Chine /  États-Unis (en mandarin)
  - Lion Ark •  États-Unis /  Royaume-Uni /  Bolivie (en anglais)

#### Meilleur film documentaire
- Free Angela and All Political Prisoners
  - Twenty Feet from Stardom
  - The New Black
  - Call Me Kuchu
  - Girl Rising

### Télévision

#### Meilleure série télévisée dramatique
- Scandal
  - Grey's Anatomy
  - Boardwalk Empire
  - Treme
  - The Good Wife

#### Meilleure série télévisée comique
- Real Husbands of Hollywood
  - Modern Family
  - The Game
  - House of Lies
  - The Soul Man

#### Meilleure mini-série ou téléfilm
- Being Mary Jane
  - Luther
  - CrazySexyCool: The TLC Story
  - Muhammad Ali's Greatest Fight
  - Betty and Coretta

#### Meilleur réalisateur dans une série télévisée dramatique
- Regina King pour Southland (Épisode : Off Duty)
  - Millicent Shelton pour The Fosters (Épisode : Clean)
  - Carl Franklin pour House of Cards (Épisode : Chapter 11)
  - Rob Hardy (en) pour Esprits criminels (Criminal Minds) (Épisode : Carbon Copy)
  - Ernest R. Dickerson pour Treme (Épisode : Dippermouth Blues)

#### Meilleur réalisateur dans une série télévisée comique
- Millicent Shelton pour Les Arnaqueurs VIP (The Hustle) (Épisode: Rule 4080)
  - Eric Dean Seaton pour Mighty Med (Épisode: Saving the People Who Save People)
  - Anton Cropper pour House of Lies (Épisode: Sincerity Is an Easy Disguise in This Business)
  - Paris Barclay pour Glee (Épisode: Diva)
  - Stan Lathan pour Real Husbands of Hollywood (Épisode: Rock, Paper, Stealers)

#### Meilleur acteur dans une série télévisée dramatique
- LL Cool J pour le rôle de Sam Hanna dans NCIS : Los Angeles
  - Wendell Pierce pour le rôle d'Antoine Batiste dans Treme
  - Michael Ealy pour le rôle de Dorian dans Almost Human
  - Shemar Moore pour le rôle de Derek Morgan dans Esprits criminels (Criminal Minds)
  - James Pickens Jr. pour le rôle du Dr Richard Webber dans Grey's Anatomy

#### Meilleure actrice dans une série télévisée dramatique
- Kerry Washington pour le rôle d'Olivia Pope dans Scandal
  - Regina King pour le rôle de Lydia Adams dans Southland
  - Chandra Wilson pour le rôle du Dr Miranda Bailey dans Grey's Anatomy
  - Khandi Alexander pour le rôle de LaDonna Batiste-Williams dans Treme
  - Nicole Beharie pour le rôle d'Abbie Mills dans Sleepy Hollow

#### Meilleur acteur dans un second rôle dans une série dramatique
- Joe Morton pour le rôle de Rowan «Eli» Pope dans Scandal
  - Columbus Short pour le rôle d'Harrison Wright dans Scandal
  - Jeffrey Wright pour le rôle du Dr Valentin Narcisse dans Boardwalk Empire
  - Guillermo Díaz pour le rôle de Huck Finn dans Scandal
  - Michael K. Williams pour le rôle d'Albert «Chalky» White dans Boardwalk Empire

#### Meilleure actrice dans un second rôle dans une série dramatique
- Taraji P. Henson pour le rôle du Lt. Joss Carter dans Person of Interest*
  - Diahann Carroll pour le rôle de June Ellington dans FBI : Duo très spécial (White Collar)
  - Debbie Allen pour le rôle du Dr Catherine Fox Avery dans Grey's Anatomy
  - Archie Panjabi pour le rôle de Kalinda Sharma dans The Good Wife
  - Vanessa Lynn Williams pour le rôle d'Olivia Doran dans 666 Park Avenue

#### Meilleur acteur dans une série télévisée comique
- Kevin Hart pour son propre rôle dans Real Husbands of Hollywood
  - Don Cheadle pour le rôle de Marty Kaan dans House of Lies
  - Cedric the Entertainer pour le rôle du Révérend Sherman Boyce Ballentine dans The Soul Man
  - Andre Braugher pour le rôle du Capt. Ray Holt dans Brooklyn Nine-Nine
  - Dulé Hill pour le rôle de Burton "Gus" Guster dans Psych : Enquêteur malgré lui (Psych)

#### Meilleure actrice dans une série télévisée comique
- Wendy Raquel Robinson pour le rôle de Latasha "Tasha" Mack dans The Game
  - Niecy Nash pour le rôle de Lolli Ballentine dans The Soul Man
  - Tasha Smith pour le rôle d'Angela Williams dans For Better or Worse
  - Aisha Tyler pour le rôle de Lana Kane dans Archer
  - Mindy Kaling pour le rôle de Mindy Lahiri dans The Mindy Project

#### Meilleur acteur dans un second rôle dans une série comique
- Morris Chestnut pour le rôle du Dr Ike Prentiss dans Nurse Jackie
  - Tracy Morgan pour le rôle de Tracy Jordan dans 30 Rock
  - Nick Cannon pour son propre rôle dans Real Husbands of Hollywood
  - Boris Kodjoe pour son propre rôle dans Real Husbands of Hollywood
  - J.B. Smoove pour son propre rôle dans Real Husbands of Hollywood

#### Meilleure actrice dans un second rôle dans une série comique
- Brandy Norwood pour le rôle de Chardonnay Pitts dans The Game
  - Nia Long pour le rôle de Tamara dans House of Lies
  - Sofía Vergara pour le rôle de Gloria Delgado-Pritchett dans Modern Family
  - Anna Deavere Smith pour le rôle de Mme Gloria Akalitus dans Nurse Jackie
  - Rashida Jones pour le rôle de Ann Perkins dans Parks and Recreation

#### Meilleur acteur dans une mini-série ou téléfilm
- Idris Elba pour le rôle de John Luther dans Luther
  - Danny Glover pour le rôle de Justice Thurgood Marshall dans Muhammad Ali's Greatest Fight
  - Omari Hardwick pour le rôle d'Andre Daniels dans Being Mary Jane
  - Malik Yoba pour le rôle de Martin Luther King, Jr. dans Betty and Coretta
  - Chiwetel Ejiofor pour le rôle de Louis dans Dancing on the Edge

#### Meilleure actrice dans une mini-série ou téléfilm
- Gabrielle Union pour le rôle de dans Being Mary Jane
  - Angela Bassett pour le rôle de dans American Horror Story
  - Angela Bassett pour le rôle de dans Betty and Coretta
  - Keke Palmer pour le rôle de dans Crazy Sexy Cool: The TLC Story
  - Gabourey Sidibe pour le rôle de dans American Horror Story

#### Meilleur acteur dans une série diffusée en journée
- Kristoff St. John pour le rôle de Neil Winters dans Les Feux de l'amour
  - Aaron D. Spears pour le rôle de Justin Barber dans Amour, Gloire et Beauté
  - Redaric Williams pour le rôle de Tyler Michaelson dans Les Feux de l'amour
  - Tequan Richmond pour le rôle de dans Hôpital central
  - Lawrence Saint-Victor pour le rôle de Carter Walton dans Amour, Gloire et Beauté

#### Meilleure actrice dans une série diffusée en journée
- Tatyana Ali pour le rôle de Roxanne dans Les Feux de l'amour
  - Christel Khalil pour le rôle de Lily Ashby dans Les Feux de l'amour
  - Karla Mosley pour le rôle de Maya Avant dans Amour, Gloire et Beauté
  - Angell Conwell pour le rôle de Leslie Michaelson dans Les Feux de l'amour
  - Kristolyn Lloyd pour le rôle de Dayzee Leigh Forrester dans Amour, Gloire et Beauté

#### Meilleur scénariste dans une série télévisée dramatique
- Esprits criminels (Criminal Minds) (Épisode: Strange Fruit) – Janine Sherman Barrois
  - Southland (Épisode: Babel) – Aaron Rahsaan Thomas
  - Sleepy Hollow (Épisode: Sanctuary) – Chitra Elizabeth Sampath
  - Orange Is the New Black (Épisode: Blood Donut) – Sara Hess
  - Revenge (Épisode: Mercy) – Karin Gist

#### Meilleur scénariste dans une série télévisée comique
- Section Genius (A.N.T. Farm) (Épisode: InfluANTces) – Vincent Brown
  - The Game (Épisode: In Treatment) – Erica Montolfo-Bura
  - The Game (Épisode: The Blueprint: Part 1 et The Blueprint: Part 2) – Mara Brock Akil
  - House of Lies (Épisode: Sincerity Is an Easy Disguise in This Business) – Karin Gist
  - Real Husbands of Hollywood (Épisode: Rock, Paper, Stealers) – Ralph Farquhar et Chris Spencer

#### Meilleur film documentaire de télévision
- Richard Pryor: Omit the Logic
  - Moms Mabley: I Got Somethin' to Tell You
  - Nine for IX (Épisode: Venus vs.)
  - Beyoncé: Life Is But a Dream
  - Dark Girls
  - Nine for IX

#### Outstanding Variety
- Black Girls Rock! 2013
  - 12 Years a Slave: A TV One Special with Cathy Hughes
  - Mike Tyson: Undisputed Truth
  - Key and Peele
  - Oprah Presents: Master Class

#### Outstanding Talk
- Steve Harvey
  - Oprah's Next Chapter
  - The Queen Latifah Show
  - Oprah's Lifeclass
  - The Arsenio Hall Show

#### Outstanding Performance in a Youth/Children
- Section Genius (A.N.T. Farm) – China Anne McClain
  - Shake It Up – Zendaya
  - Dora l'exploratrice – Fátima Ptacek
  - Live Life and Win! – Eric I Keyes III
  - Jessie – Karan Brar

#### Outstanding Writing in a Feature Film/Television Movie - Comedy or Drama
- Section Genius (A.N.T. Farm)

#### Outstanding Writing in a Motion Picture - (Theatrical or Television)
- Twelve Years a Slave – John Ridley
  - Gravity – Alfonso Cuarón et Jonás Cuarón
  - Fruitvale Station – Ryan Coogler
  - Le Majordome (Lee Daniels' The Butler) – Danny Strong
  - 42 – Brian Helgeland

#### Outstanding Children
- Wynton Marsalis: A YoungArts MasterClass
  - Postcards: Mandela
  - Dora l'exploratrice
  - TeenNick Halo Awards

#### Outstanding Reality Series
- Iyanla, Fix My Life
  - The Voice
  - Welcome to Sweetie Pie's
  - Sunday Best
  - Shark Tank

#### Outstanding News/Information
- The African Americans: Many Rivers to Cross with Henry Louis Gates, Jr.
  - Unsung
  - Justice for Trayvon: Our Son Is Your Son
  - Oprah: Where Are They Now?
  - Mandela: Freedom's Father, BET

### Special Award

#### Entertainer of the Year
- Kevin Hart[2]
  - Beyoncé Knowles
  - Dwayne Johnson
  - Idris Elba
  - Nicole Beharie
  - Oprah Winfrey
  - Tyler Perry
  - Pharrell Williams
  - Steve Harvey

#### Chairman’s Award
- Forest Whitaker[3]
- Roslyn M. Brock (Chairman of the National Board of Directors)

#### Hall of Fame Award
- Cheryl Boone Isaacs[4]
- Paris Barclay